# The Gambling - Gioco pericoloso
The Gambling - Gioco pericoloso (Gutshot Straight) è un film direct-to-video del 2014 diretto da Justin Steele.

## Trama
Jack è un giocatore di poker professionista che viene coinvolto con la malavita, dopo aver perso una scommessa proposta da un noto giocatore d'azzardo Duffy. Al fine di proteggere la sua famiglia e se stesso, Jack deve sconfiggere il fratello di Duffy e pertanto cerca l'aiuto di Paulie Trunks, uno strozzino che raccoglie i debiti di poker di Jack e vuole proteggere il suo investimento.

## Produzione
Il film è ambientato a Las Vegas in Nevada. Sia il regista che l'attore George Eads hanno espresso la difficoltà nel portare a termine la produzione del film a causa di problemi finanziari.

## Distribuzione
Il film è stato distribuito direttamente in DVD negli Stati Uniti d'America, il 2 dicembre 2014.

## Critica
Il film ha ricevuto una valutazione e dei pareri molto negativi, le cui motivazioni principali sono due. La prima è che Steven Seagal e  Vinnie Jones hanno recitato soltanto per un breve intervallo. Sul web, infatti, sono presenti diverse recensioni dei loro fan che ricalcano l'assoluta incoerenza tra i nomi degli attori che relativamente nei titoli di coda appaiono come interpreti principali e secondari rispetto alle loro effettive dimensioni di ruolo che hanno assunto nel corso della pellicola. La seconda è che nonostante il lungometraggio abbia avuto un buon cast e si sia ricondotto ad un fatto di cronaca realmente accaduto, non è stato per nulla sviluppato all'altezza di un buon genere di thriller secondo cui è stato classificato e questo a causa del basso costo di produzione e di una regia inesperta.